# I Wish My Brother George Was Here
I Wish My Brother George Was Here è l'album d'esordio del rapper statunitense Del tha Funkee Homosapien, pubblicato il 22 ottobre del 1991 e distribuito da Elektra. Il titolo dell'album è un riferimento al musicista George Clinton. L'album è accolto positivamente dalla critica specializzata.
AllMusic assegna al primo lavoro di Del 4.5/5 stelle: «quando un diciottenne Del tha Funkee Homosapien arrivò sulla scena nel 1991, l'hip hop era ancora più giovane di lui e senza molti progetti definiti. Suo cugino Ice Cube aveva fatto talmente bene inventando il gangsta rap con gli N.W.A. da aiutarlo ad aggiudicarsi un contratto discografico prestandosi come produttore esecutivo dell'album. [I Wish My Brother George Was Here è] un debutto di riferimento con umorismo, arguzia bonaria e un maggior numero di campioni di P-Funk rispetto a qualsiasi altro album.»
| Recensione                    | Giudizio |
| ----------------------------- | -------- |
| AllMusic                      | [ 1 ]    |
| The Source                    | [ 2 ]    |
| The Rolling Stone Album Guide | [ 3 ]    |

## Tracce
1. What is a Booty – 3:36 (testo: Barbarella Bishop, Teren Jones, Garry Shider, O'Shea Jackson, Linda Shider, Ron Ford)
2. Mistadobalina – 4:18 (testo: Charles Bobbit, Jones, Fred Wesley, Jackson, James Brown)
3. The Wacky World Of Rapid Transit – 3:17 (testo: Jones, Donald Byrd)
4. Pissin' on Your Steps – 3:29 (testo: Boogiemen, Jones, Jackson)
5. Dark Skin Girls – 4:29 (testo: Jones, George Clinton, Sidney Barnes, Theresa Lindsay)
6. Money for Sex – 3:52 (testo: Jones, Byrd)
7. Ahonetwo, Ahonetwo – 2:46 (testo: Jones, Eddie Harris)
8. Prelude – 0:21 (testo: Jones, Boogiemen)
9. Dr. Bombay – 4:37 (testo: Clinton, Jackson, Jimmie Ali, Robert Johnson)
10. Sunny Meadowz – 4:26 (testo: Bernie Worrell, Bootsy Collins, Jones, Errol Brown, Clinton, Anthony Wilson)
11. Sleepin' On My Couch – 3:19 (testo: Boogiemen, Jones)
12. Hoodz Come in Dozens – 3:48 (testo: Alan Gorrie, Jones, Hamish Stuart, Malcolm Duncan, Onnie McIntyre, Roger Ball, Steve Ferrone)
13. Same Ol' Thing – 4:19 (testo: Art Neville, Cyril Neville, Jones, George Porter, Jr., Joseph Modeliste, Leo Nocentelli)
14. Ya Lil' Crumbsnatchers – 1:30 (testo: Byrd, Jones)

Durata totale: 48:07

## Classifiche

### Classifiche settimanali
| Classifica (1991)         | Posizione massima |
| ------------------------- | ----------------- |
| US Heatseekers Albums     | 24                |
| US Top R&B/Hip-Hop Albums | 48                |